# 발리앙 디블랭
발리앙 디블랭(프랑스어: Balian d'Ibelin, 1143년경-1193년)은 12세기의 십자군 귀족이다.

## 초년생
바리장 디블랭의 막내아들로 태어났고 위로 위그, 보두앵 두 형이 있었다. 바리장 디블랭은 자파 백국의 기사로, 자파 백작 위그 2세가 예루살렘 왕 풀크에게 모반한 것을 진압한 공로로 이블랭 영주로 봉해졌다. 바리장은 부유한 라믈라 영지의 상속녀인 엘비스 드 라믈라와 결혼했다. 바리장의 막내아들 이름 역시 바리장이었는데, 1175년-1176년경에 "발리앙"이라는 이름을 칭하게 된 것으로 보인다. 발리앙의 정확한 생년은 불명이지만 1156년 헌장에 이름이 처음 언급될 때는 미성년자라고 되어 있는데 2년 뒤인 1158년에는 성년(대략 15세)이라고 하는 것으로 보아 대략 생년을 짐작할 수 있다.
1169년경 바리장의 장남 위그가 사망하면서 이블랭 성은 차남 보두앵에게 상속되었다. 보두앵은 라믈라 영지를 선호했기에 이블랭 성을 발리앙에게 양보했다. 발리앙은 형인 라믈라 영주 보두앵의 제후였고, 라믈라 영주는 예루살렘 왕의 제후였기에 간접적으로 예루살렘 왕의 제후였다.

## 예루살렘 왕국 왕위계승 분쟁
1174년 누가 보두앵 4세의 섭정이 될 것이냐는 문제로 레몽 3세 드 트리폴리 백작과 밀레 드 플랑시가 대립하자 발리앙의 형 보두앵은 레몽 3세의 편을 들었다. 1177년 디블랭 형제는 몽기사르 전투에서 선두에 서 무슬림 전열을 깨부수는 데 기여했다. 같은 해 발리앙은 전 예루살렘 왕 아모리 1세의 미망인이자 비잔틴 제국 황족인 마리아 콤네네와 결혼함으로써 아모리 1세의 작은딸 이사벨라의 양아버지가 되었다.
또한 마리아가 아모리와 결혼할 때 지참금으로 받아온 나블루스 영지도 남편으로서 취하게 되었다. 1179년 발리앙의 형 보두앵이 야곱 여울 전투에서 살라딘에게 포로로 잡혔다. 발리앙은 형의 몸값을 지불하기 위해 나섰고, 처종조부인 비잔틴 황제 마누엘 1세 콤네노스가 그 몸값을 치러 주었다.
1183년 레몽 3세와 기 드 뤼지냥 사이에 분쟁이 일어나자 디블랭 형제는 다시 레몽 3세의 편에 섰다. 기는 아모리 1세의 큰딸 시빌라의 남편이며, 나병으로 죽어가던 보두앵 4세의 섭정이기도 했다. 시빌라가 전남편 기욤 드 몽페라토와의 사이에 낳은 아들 보두앵 5세는 당시 5살이었는데, 보두앵 4세는 기가 시빌라의 남편으로서 왕위를 계승하는 것을 막기 위해 조카 보두앵 5세를 공동왕으로 임명했다. 1185년 봄 보두앵 4세는 죽기 직전 성묘 교회에서 조카에게 정식으로 대관식을 치러 주었다. 이때 키가 컸던 발리앙이 보두앵 5세를 무등을 태워 주었다. 이는 발리앙을 비롯한 레몽파가 보두앵 5세의 편에 설 것임을 시빌라 부부에게 보여준 노골적인 시위 행위였다.
보두앵 4세가 죽으면서 보두앵 5세가 단독왕이 되었지만 이듬해인 1186년 보두앵 5세도 요절했다. 발리앙과 마리아 부부는 레몽 3세의 지지를 받아 마리아의 딸이며 보두앵 4세와 시빌라의 여동생인 이사벨라(당시 14세)를 여왕 후보로 밀었다. 하지만 이사벨라의 남편 옹프로이 4세 드 토롱이 왕관을 거부하고 기 드 뤼지냥의 편에 서면서 계획은 수포로 돌아갔다. 발리앙은 마지못해 기에게 충성을 맹세했지만 형 보두앵은 그러길 거부하고 안티오키아로 망명했다. 그러면서 보두앵은 자기 아들 토마스와 라믈라 영지를 발리앙에게 맡겼다.

발리앙은 예루살렘 왕국에 남아 기의 자문이 되었다. 1186년 말, 기의 친위세력인 우트르조르당 영주 르노 드 샤티용이 무슬림 대상을 공격한 것을 빌미로 이집트-다마스쿠스 술탄 살라딘이 예루살렘 왕국 국경을 위협해오기 시작했다. 살라딘은 레몽 3세의 영지인 티베리아스와 동맹을 맺었다. 기는 나사렛에서 군대를 모아 티베리아스를 공성하려 했지만 발리앙이 이에 동의하지 않고 트리폴리의 레몽에게 사절을 보내라고 권고했다. 양 세력이 화해하지 않으면 기가 살라딘의 대군에 들이받는 어리석은 짓을 할 것이 뻔했기 때문이었다. 첫 화해 시도는 실패로 돌아가 1187년 초까지 상황은 그대로 유지되었다. 그리고 그해 부활절 이후 발리앙과 제라르 드 리데포르(성전기사단 총장), 로저 드 물랭(구호기사단 총장), 시돈의 르노, 티레 대주교 요시쿠스가 재차 트리폴리로 찾아가 레몽을 설득하기로 했다. 일행은 트리폴리로 가는 길에 발리앙의 영지인 나블루스를 지났는데, 발리앙은 나블루스에 잠시 머무르며 나머지 사람들을 먼저 보냈다. 5월 1일 크레송 전투에서 살라딘의 아들 알아프달이 성전기사단과 구호기사단을 격파했다. 그러나 발리앙은 계속 하루 늦게 움직였으며, 사마리아에 또 머무르면서 축일을 기념했다. 그 뒤에야 발리앙은 성전기사단과 구호기사단이 숙영했던 라 페베 성에 도달했고 일대가 쑥밭이 되었으며 기사단 생존자는 거의 없음을 알게 되었다. 레몽 역시 이 소식을 알게 되어 티베리아스에서 사절단을 만나고 함께 예루살렘으로 돌아가기로 동의했다.

## 몽기사르 전투
1177년의 몽기사르 전투에서 500여 명의 성전사(성전기사단[19])들과 함께 보두앵 4세를 수행하며 살라딘의 2만 6천 군세를 격파했다.

## 하틴 전투
알아프달이 예루살렘 왕국 국경을 넘은 것은 레몽 3세와의 동맹 덕분이었으나, 레몽은 그 행동을 후회하고 기와 화해하기로 했다. 기는 세포리아까지 북상했는데, 그 이후 티베리아스까지 메마른 척박지를 가로질러 가기를 고집했다. 물이 떨어진 상태에서 기의 군대는 7월 초 티베리아스 외곽 하틴에서 살라딘의 군대에 포위되었다. 7월 4일부터 하틴 전투가 개시되었다. 발리앙은 이 전투에서 조슬랭 3세 드 에데사 백작과 함께 후위를 맡았다. 전투는 십자군 측의 대패로 끝났다.
하틴 전투의 대패는 곧바로 예루살렘을 풍전등화의 지경에 밀어넣었다. 수도를 지켜야 할 왕 기는 살라딘에게 포로로 잡혔고, 거의 모든 읍성과 성관들이 살라딘에게 함락당했다. 발리앙은 레몽 3세, 시돈의 르노, 하이파의 파이앵 등 극소수의 생존자들과 함께 티레 쪽으로 도망쳤다. 레몽과 르노는 곧 각자의 영지를 지키기 위해 떠나 버렸고 티래는 보두앵 5세의 친삼촌(즉 시빌라 여왕의 전남편의 형제) 코라도 델 몬페라토가 티레를 지휘하게 되었다. 발리앙은 티레를 떠나면서 살라딘에게 예루살렘의 처자식을 데리고 트리폴리로 갈 수 있게 해달라고 부탁했다. 살라딘은 발리앙이 다시는 자신에게 칼끝을 들지 않는 조건으로 이 부탁을 들어 주었다.

## 예루살렘 방어전
발리앙과 그 기사들이 예루살렘에 도착하자 전투를 지휘할 귀족들이 하틴에서 모두 날아가 버린 예루살렘 시민들은 그들에게 제발 머물러 달라고 애걸했다. 예루살렘 총대주교 헤라클리우스도 기독교인들이 발리앙을 필요로 하는 공익이 발리앙이 비기독교인과 개인적으로 한 약속보다 우선한다는 논리에 따라 발리앙이 살라딘과의 약속을 어겨도 무죄임을 보증하며 거들었다. 발리앙이 도시 안을 돌아보니 기사들은 불과 열네 명 밖에 없었고(가장 적은 기록에서는 불과 두 명이었다고도 한다) 발리앙은 자유민들 중 60명을 추려 그들을 그 자리에서 기사로 서임했다. 예루살렘 방어전에서 시빌라 여왕이 한 일은 거의 없어 보이며, 예루살렘 군민들은 발리앙을 주군으로 따르며 충성을 바쳤다. 발리앙은 헤라클리우스 대주교와 함께 방어전을 준비했고 9월 살라딘이 도착해 공성을 시작했다. 예루살렘 공성전이 시작된 이 시점에서 살라딘은 예루살렘, 이블랭, 나블루스, 라믈라, 아스칼론을 제외한 예루살렘 왕국의 직속 영지를 모두 점령한 상태였다. 살라딘은 발리앙이 자신과의 약속을 어겼음에도 화를 내지 않고 발리앙의 처자식을 트리폴리까지 호위해 주었다. 당시 예루살렘의 모든 사람들 중 최선임자였던 발리앙은 무슬림들에게 왕 또는 그에 준하는 존재로 받아들여졌다(이븐 알아티르의 기록).
살라딘은 예루살렘 성곽 일부를 허물었지만 격렬한 저항에 부딪혀 시내로 진입할 수는 없었다. 발리앙이 대표로 밖으로 나와 살라딘이 예루살렘을 무력으로 취하려 할 시 자신들이 예루살렘 시내를 모조리 파괴해 버린 뒤 너도 죽고 나도 죽을 것이라 협박했다. 그래서 협상 결과 예루살렘을 살라딘에게 넘겨주는 대가로 예루살렘의 기독교인 성인 남자 7천 명을 총 3만 베잔트에 해방하고, 여자는 두 명당, 아동은 열 명당 성인 남자와 같은 값으로 해방해주기로 했다. 10월 2일 발리앙은 예루살렘의 성채인 다윗의 탑 열쇠를 살라딘에게 넘겼고 50일에 걸쳐 몸값 지불이 이루어졌다. 몸값을 내지 못한 이들은 노예가 되었지만 살라딘이 해방시켜 주었다. 이후 1099년 제1차 십자군이 예루살렘을 함락시켰을 당시와 같은 학살이 일어나는 것을 막기 위해 기독교도들을 3개 열로 정리하여 질서정연하게 도시를 떠나도록 했다. 발리앙은 헤라클리우스 총대주교와 함께 몸값을 내지 못한 기독교도들을 대신해 인질로 잡히겠다 자쳐했지만 살라딘이 필요없다고 거부했고, 발리앙과 헤라클리우스는 마지막 열의 인솔을 맡아 마지막으로 도시를 떠났다. 발리앙을 비롯한 마지막 기독교도들이 예루살렘을 떠난 것은 대략 11월 20일경으로 추측된다. 이후 발리앙은 트리폴리로 가서 처자식과 합류했다.

## 제3차 십자군
예루살렘이 함락되고, 1190년 아크레 공방전 와중 시빌라 여왕이 죽으면서 다시 예루살렘 왕위를 두고 분쟁이 일어났다. 시빌라의 여동생이자 발리앙의 수양딸인 이사벨라가 정당한 계승자였으나 기가 왕위를 내놓기를 거부했고 이사벨라의 남편 옹프리도 계속 기에게 충성을 다했다. 이렇게 되자 발리앙 부부는 이사벨라를 잡아 가두고 이혼을 강요했다. 과거 보두앵 4세가 시빌라와 기를 이혼시키려 했으나 실패했던 전례가 있기에 이번에는 빈틈없이 행해졌다. 이후 이사벨라와 몬페라도의 코라도 사이에 중매가 섰다. 코라도는 보두앵 5세의 친삼촌이기도 했기에 정통성 측면에서 안성맞춤이었다.
피사 대주교 우발도 란프란치와 보베 주교 필리프 드 드뢰는 이 결혼이 무효라고 주장했다. 코라도의 형이 이사벨라의 이복언니(즉 시빌라)와 결혼했다는 족보 문제도 있었고 코라도가 비잔틴의 아내와 완전히 이혼했는지 불분명했기 때문이다. 왕위 계승 분쟁은 이후 제3차 십자군이 올 때까지 계속되었다. 제3차 십자군의 잉글랜드 왕 리처드 1세는 푸아트뱅 봉신인 기를 지지했고 프랑스 왕 필리프 2세는 자기 5촌 당숙인 코라도를 지지했다. 리처드 1세와 그 추종자들은 발리앙과 마리아가 이사벨라를 이혼시키고 코라도를 왕으로 민 것을 매우 혐오했다. 발리앙에 대해 적대적인 기록들은 대개 이 시기 이런 이유로 쓰여졌다.
1192년 4월, 투표에 의해 코라도가 결국 왕으로 선출되었지만 그로부터 불과 며칠 뒤 코라도가 티레에서 암살당했다. 혹설에는 암살교단의 요원이 코라도를 암살하기 위해 몇 개월 전부터 발리앙의 티레 저택에 하인으로 가장하고 잠입했고, 시돈의 르노 및 코라도 본인의 자택에도 각각 암살교단 요원들이 잠입했다고 한다. 리처드 1세가 이 암살을 사주했다는 소문이 파다했다. 한편 확고한 여왕이 된 이사벨라는 코라도가 죽고 1주일 만에 앙리 2세 드 샹파뉴 백작과 재혼했다.
발리앙은 앙리의 자문역이 되었고, 자파 전투에서 티베리아스의 기욤과 함께 리처드 1세의 군대 후위를 맡았다. 이후 리처드와 살라딘 사이에 맺어진 라믈라 조약을 중개함으로써 제3차 십자군이 끝나는 데 기여했다. 이 조약에 의해 제3차 십자군이 재정복한 해안 지역들은 기독교도들에게 남겨졌지만 발리앙의 영지인 이블랭과 나블루스는 살라딘에게 넘어갔다. 리처드가 돌아간 뒤 살라딘은 발리앙에게 보상 차원으로 카이몽 성을 비롯한 영지 다섯 개를 넘겨주었다.
발리앙 디블랭은 50대 초반의 나이로 1193년 죽었다. 마리아 콤네네와의 사이에 친자식 2남 2녀를 두었다. 장녀 엘비스 디블랭은 시돈의 르노, 기 드 몽포르와 결혼했고, 장남 장 디블랭은 베이루트 영주, 예루살렘 사법관을 역임했으며 이후 조카 마리아 델 몬페라토가 왕위에 오르자 섭정했다.

## 참고 자료
- De Expugnatione Terrae Sanctae per Saladinum, translated by James A. Brundage, in The Crusades: A Documentary Survey. Marquette University Press, 1962.
- William of Tyre, A History of Deeds Done Beyond the Sea. E. A. Babcock and A. C. Krey, trans. Columbia University Press, 1943.
- Chronique d'Ernoul et de Bernard le Trésorier, edited by M. L. de Mas Latrie. La Société de l'Histoire de France, 1871.
- La Continuation de Guillaume de Tyr (1184–1192), edited by Margaret Ruth Morgan. L'Académie des Inscriptions et Belles-Lettres, 1982.
- Ambroise, The History of the Holy War, translated by Marianne Ailes. Boydell Press, 2003.
- Chronicle of the Third Crusade, a Translation of Itinerarium Peregrinorum et Gesta Regis Ricardi, translated by Helen J. Nicholson. Ashgate, 1997.
- pl, The Conquest of Jerusalem and the Third Crusade: Sources in Translation. Ashgate, 1996.
- Peter W. Edbury, John of Ibelin and the Kingdom of Jerusalem. Boydell Press, 1997.
- Amin Maalouf, The Crusades Through Arab Eyes. London, 1984.
- H. E. Mayer, "Carving Up Crusaders: The Early Ibelins and Ramlas", in Outremer: Studies in the history of the Crusading Kingdom of Jerusalem presented to Joshua Prawer. Yad Izhak Ben-Zvi Institute, 1982.
- Steven Runciman, A History of the Crusades, vol. II: The Kingdom of Jerusalem. Cambridge University Press, 1952.